# Stenka Razin

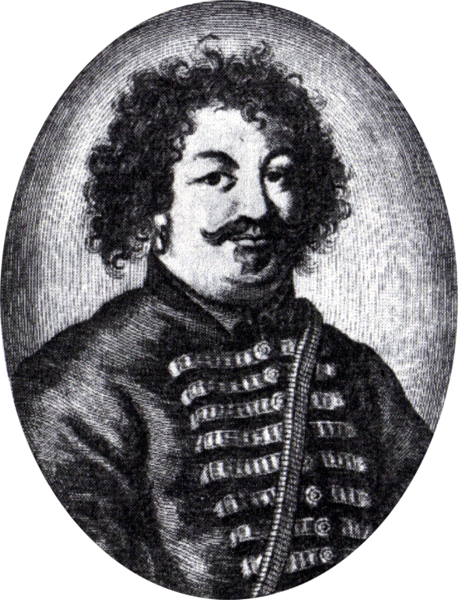
Stenka Razin

Stepan (Stenka) Timofejevitj Razin (ryska: Степан (Стенька) Тимофеевич Разин), 1630–6 juni 1671 (G.S.; 16 juni N.S.), var en kosackledare som ledde ett uppror mot adeln och tsaren i Sydryssland.

## Kosackernas uppror 1670-71
Rysslands långa krig mot Sverige och Polen på 1500- och 1600-talen ledde till tunga skattebördor och tvångsrekryteringar till armén. Därför flydde många bönder söderut för att ansluta sig till kosackerna.
Bönderna som inte hade några rättigheter alls under livegenskapen var lätta att rekrytera med löften om jämlikhet. I Astrachan utropades kosackernas republik efter blodiga strider. Upproren fortsatte i över ett år och den ryska armén var tvungen att slå kosackerna åtta gånger innan oroligheterna upphörde. Till slut bidrog kosackernas interna strider till förlusten. Razin och hans bror Frol blev tillfångatagna 1671, torterades grymt och hackades slutligen i bitar på Röda torget i Moskva.

## Musik
Stenka Razin omsjungs i flera ryska visor, där den mest kända har text av Dmitrij Sadovnikov till en traditionell melodi. Den är känd i Ryssland som Volga, Volga mat' rodnaja ("Volga, moderlandets mor"). Sången dramatiserades 1908 i den allra första ryska långfilmen Ponizovaja Volnitsa, regisserad av Vasilj Gontjarov. Folkmelodin har även använts till helt fristående texter på andra språk. I det nazityska koncentrationslägret Heuberg skrev fångarna en politisk visa på melodin. På svenska finns flera dryckesvisor,  bland annat Vodka, vodka vill jag dricka och den studentikosa Upp på väggen går en gädda, härstammande från Åbo Akademi. Den australiensiska popgruppen The Seekers fick 1965 stor framgång med låten The Carnival Is Over. Tom Springfield hade skrivit engelsk text till den ryska folkmelodin. 
Som tjugoåring skrev Aleksandr Glazunov den symfoniska dikten Stenka Razin (Op. 13). Nikolaj Mjaskovskij bygger på berättelsen om Stenka Razin i sin åttonde symfoni. Dmitrij Sjostakovitj skrev 1964 Stenka Razins avrättning, en kantatartad tondikt för barytonsolo, orkester och blandad kör. 

## Diktkonst
Den språkligt briljante futuristen Velimir Chlebnikov hyllade Razin med en palindrom på 408 rader i det förrevolutionära ryska imperiet.